# Бурк-Ашар (кантон)
Бурк-Ашар (фр. Bourg-Achard) — кантон во Франции, находится в регионе Нормандия, департамент Эр. Входит в состав округа Берне.

## История
Кантон образован в результате реформы 2015 года  путём объединения кантонов Кийбёф-сюр-Сен и Руто.
С 1 января 2016 года коммуны Бурневиль и Сент-Круа-сюр-Эзье объединились в новую коммуну Бурневиль-Сент-Круа.
С 1 января 2019 года коммуны Сен-Тюрьен, Сент-Уан-де-Шам и Фурмето кантона Понт-Одеме образовали новую коммуну Ле-Перре, с 6 марта 2020 года перешедшую в кантон Понт-Одеме.

## Состав кантона с 22 марта 2020 года
В состав кантона входят коммуны (население по данным Национального института статистики за 2018 г.):
- Барневиль-сюр-Сен (516 чел.)
- Богуэ (729 чел.)
- Буклон (517 чел.)
- Букто (1 041 чел.)
- Бурк-Ашар (3 945 чел.)
- Бурневиль-Сент-Круа (1 313 чел.)
- Вальто (434 чел.)
- Вьё-Пор (47 чел.)
- Кийбёф-сюр-Сен (839 чел.)
- Ковервиль-ан-Румуа (217 чел.)
- Комон (1 061 чел.)
- Ла-Трините-де-Тубервиль (427 чел.)
- Ла-Э-де-Руто (307 чел.)
- Ла-Э-Обре (463 чел.)
- Ле-Ланден (215 чел.)
- Маре-Вернье (498 чел.)
- Овиль (1 273 чел.)
- Онгемар-Генувиль (703 чел.)
- Ружмонтье (1 052 чел.)
- Руто (1 650 чел.)
- Сен-Самсон-де-ла-Рок (434 чел.)
- Сент-Обен-сюр-Кийбёф (735 чел.)
- Сент-Оппортюн-ла-Мар (438 чел.)
- Сент-Уан-де-Тубервиль (2 382 чел.)
- Токвиль (155 чел.)
- Трувиль-ла-Оль (764 чел.)
- Эзье (143 чел.)
- Этревиль (671 чел.)
- Этюркере (298 чел.)

## Политика
На президентских выборах 2022 г. жители кантона отдали в 1-м туре Марин Ле Пен 34,8 % голосов против 26,1 % у Эмманюэля Макрона и 14,4 % у Жана-Люка Меланшона; во 2-м туре в кантоне победила Ле Пен, получившая 55,0 % голосов. (2017 год. 1 тур: Марин Ле Пен – 32,0 %, Эмманюэль Макрон – 18,6 %, Франсуа Фийон – 18,0 %, Жан-Люк Меланшон – 17,5 %; 2 тур: Ле Пен – 50,1 %. 2012 год. 1 тур: Николя Саркози — 27,0 %, Марин Ле Пен — 23,9 %, Франсуа Олланд — 23,8 %; 2 тур: Саркози — 51,8 %. 2007 год. 1 тур: Саркози — 28,7 %, Сеголен Руаяль — 20,0 %; 2 тур: Саркози — 56,9 %).
С 2021 года кантон в Совете департамента Эр представляют мэр коммуны Комон Сильвен Бонанфан (Sylvain Bonenfant) (Разные центристы) и бывший депутат Национального собрания Франции Мари Тамарель-Вераэг (Marie Tamarelle-Verhaeghe) (Вперёд, Республика!).
|                | Кандидаты                             | Партия                   | Первый тур | Первый тур     | Второй тур | Второй тур |
| Кол-во голосов | Кандидаты                             | Партия                   | % голосов  | Кол-во голосов | % голосов  |            |
| -------------- | ------------------------------------- | ------------------------ | ---------- | -------------- | ---------- | ---------- |
|                | Сильвен Бонанфан Мари Тамарель-Вераэг | Разные центристы         | 1 974      | 35,15          | 2 726      | 54,01      |
|                | Бенуа Гатине Сандрин Маннити          | Разные правые            | 1 572      | 27,99          | 2 321      | 45,99      |
|                | Клодия Лепети Лоран Товель            | Национальное объединение | 1 416      | 25,21          |            |            |
|                | Натали Вернье Дамьен Ле Брис          | Разные левые             | 654        | 11,65          |            |            |

|                | Кандидаты                          | Партия             | Первый тур | Первый тур     | Второй тур | Второй тур |
| Кол-во голосов | Кандидаты                          | Партия             | % голосов  | Кол-во голосов | % голосов  |            |
| -------------- | ---------------------------------- | ------------------ | ---------- | -------------- | ---------- | ---------- |
|                | Бенуа Гатине Мари Тамарель-Вераэг  | Правый блок        | 2 838      | 33,08          | 3 365      | 37,78      |
|                | Эвелин Демаре Бернар Кристоф       | Левый блок         | 2 308      | 26,90          | 2 861      | 32,12      |
|                | Катрин Бертело Мари Шеминад        | Национальный фронт | 2 711      | 31,60          | 2 680      | 30,09      |
|                | Мари-Жанна Рабусье Жан-Луи Шанврье | Левый фронт        | 722        | 8,42           |            |            |